# Sint-Ritakerk (Boskant)
De Sint-Ritakerk was de parochiekerk van Boskant, gelegen aan Ritaplein 2.

## Geschiedenis
Daar Boskant gelegen is op enige kilometers van Sint-Oedenrode groeide, toen de bevolking ervan toenam, de wens om een eigen parochie te vormen en een kerk te bouwen. Hiervan was reeds in 1913 sprake. In 1945 werd een school geopend. Pas in 1956 werd een kerk ingewijd. Dit was te danken aan bouwpastoor Teurlings. De kerk was gewijd aan de heilige Rita, waarvan ook een relikwie werd verworven. De eenvoudige bakstenen kerk is ontworpen door architect H. de Vries uit Helmond. Het betreft een rechthoekig gebouw in lichtgetinte baksteen onder vlak zadeldak, met hoge vensters gevat in beton. De ingang wordt afgeschermd met een betonnen luifel. Naast het koor is een hoge slanke bakstenen klokkentoren, gesierd door een kruis. De kerk is door een gang verbonden met de sacristie.
In de Ritakerk zijn enkele muurschilderingen te vinden van de kunstenaar Robert Pothecary uit Sint-Oedenrode. De devotie werd gepropageerd door de Augustijnen, met name die uit Kontich.
Op 6 april 2014 werd de kerk onttrokken aan de eredienst en staat sindsdien leeg. In 2016 werd het pand verkocht aan een woningbouwvereniging. Een aantal vrijwilligers heeft de doopkapel verbouwd tot een nieuwe Ritakapel, waarin voortaan de eredienst werd gehouden. 